# Wasyl Kowpak
Wasyl Kowpak FSSJK, ukr. Васил Ковпак (ur. 11 stycznia 1967 w Jaśniskach) – ukraiński duchowny, założyciel Bractwa Świętego Jozafata, które odrzuca część reform Soboru Watykańskiego II i niektóre formy ekumenizmu praktykowane przez papieża Benedykta XVI.
Wasyl Kowpak należał do Bractwa Kapłańskiego Świętego Piusa X powstałego z inicjatywy Marcela Lefebvre’a; był administratorem kościoła św. Piotra i Pawła we Lwowie 28 września 2000 roku założył Bractwo Świętego Jozafata i jest jego przeorem.